# مصطفی سلیمی
مصطفی سلیمی (زاده ۲۲ بهمن ۱۲۸۲ – درگذشته ۲۴ بهمن ۱۳۷۲) بین سال‌های ۱۳۳۵ تا ۱۳۳۶ رئیس فدراسیون فوتبال ایران بود. سلیمی به جز مسئولیت ریاست فدراسیون فوتبال، در مقاطعی دبیر فدراسیون فوتبال و سرمربی تیم ملی فوتبال ایران نیز بود.
او از سال ۱۳۲۹ تا ۱۳۳۱ سرمربی تیم ملی فوتبال ایران بود و با هدایت او تیم ملی فوتبال ایران در بازی‌های آسیایی ۱۹۵۱ دهلی نو نایب قهرمان شد. به جز حضور در بازی‌های آسیایی، وی در دیدار دوستانه ایران- پاکستان در سال ۱۳۳۱ نیز سرمربی تیم ملی بود.